# Liste der Baudenkmäler in Hasloch
Auf dieser Seite sind die Baudenkmäler in der unterfränkischen Gemeinde Hasloch zusammengestellt. Diese Tabelle ist eine Teilliste der Liste der Baudenkmäler in Bayern. Grundlage ist die Bayerische Denkmalliste, die auf Basis des Bayerischen Denkmalschutzgesetzes vom 1. Oktober 1973 erstmals erstellt wurde und seither durch das Bayerische Landesamt für Denkmalpflege geführt wird. Die folgenden Angaben ersetzen nicht die rechtsverbindliche Auskunft der Denkmalschutzbehörde.
 Diese Liste gibt den Fortschreibungsstand vom 16. April 2020 wieder und enthält 12 Baudenkmäler.

## Baudenkmäler nach Gemeindeteilen

### Hasloch
| Lage                                                 | Objekt                                           | Beschreibung | Akten-Nr.                       | Bild           |
| ---------------------------------------------------- | ------------------------------------------------ | --- | ------------------------------- | -------------- |
| Am Witzpfad 14, Brunngasse 19 (Standort)             | Wohnhaus                                         | zurückliegender Satteldachbau mit verputztem Fachwerkobergeschoss, 1594 | D-6-77-137-3 Wikidata           | BW             |
| Brunngasse 12, 14 (Standort)                         | Mühle                                            | langgestreckte Gebäudegruppe von zusammenhängenden zweigeschossigen Satteldachbauten für Wohn- und Wirtschaftsnutzung teilweise mit verputztem Fachwerk, im Kern 17. Jahrhundert.          | D-6-77-137-2 Wikidata           | BW             |
| Nähe Faulbacher Straße (Standort)                    | Evangelisch-lutherische Pfarrkirche St. Johannis | Saalkirche mit eingezogenem Rechteckchor und Satteldach sowie eingebautem Eckturm mit Pyramidendach, unverputztes Sandsteinmauerwerk, romanisierender Rundbogenstil, 1843; mit Ausstattung | D-6-77-137-4 Wikidata           | weitere Bilder |
| Nähe Spessartstraße; Ortsausgang nach Schollbrunn () | Brunnen                                          | nicht nachqualifiziert, im Bayerischen Denkmal-Atlas nicht kartiert | D-6-77-137-8 Wikidata           |                |
| Spessartstraße 3 (Standort)                          | Rathaus                                          | traufständiger zweigeschossiger Halbwalmdachbau mit auf Konsolen vorkragendem Fachwerkobergeschoss, 1742                                                                                   | D-6-77-137-5 Wikidata           | weitere Bilder |
| Spessartstraße 5 (Standort)                          | Brunnenpfeiler                                   | mit Wappen, Sandstein, um 1800 | D-6-77-137-5 Wikidata           | BW             |
| Spessartstraße 8 (Standort)                          | Doppelhaus                                       | zweigeschossiges verputztes Fachwerkhaus mit Krüppelwalm und alter Ziegeldeckung, 18. Jahrhundert                                                                                          | D-6-77-137-1 Wikidata           | BW             |
| Spessartstraße 13 (Standort)                         | Wohnhaus                                         | giebelständiges eingeschossiges Fachwerkhaus über hohem Kellergeschoss mit korbbogiger Kellertür, bez. 1780                                                                                | D-6-77-137-6 Wikidata           | BW             |
| Spessartstraße 26 (Standort)                         | Ehemalige Kattunfabrik, später Papiermühle       | Langgestreckter zweigeschossiger Mansarddachbau mit Halbwalmen und verputztem Fachwerkobergeschoss sowie zweigeschossigem Halbwalmdachflügel, 1825                                         | D-6-77-137-7 Wikidata           | BW             |
| Spessartstraße 26 (Standort)                         | Ehemalige Kattunfabrik, Böschungsmauer           | Mit Bogenbrücke zum Eingang, unverputztes Bruchsteinmauerwerk | D-6-77-137-7 zugehörig Wikidata | BW             |
| Spessartstraße 40 (Standort)                         | Katholische Filialkirche St. Josef               | Pultdachbau über gerundetem Dreiecksgrundriß mit Glockenturm, Stahlbetonbau mit rustizierender Sandsteinverblendung, Nachkriegsmoderne, Hans Schädel, 1958; mit Ausstattung                | D-6-77-137-12 Wikidata          | BW             |
| Abteilung "Fahrbaum" ()                              | Stein                                            | nicht nachqualifiziert, im Bayerischen Denkmal-Atlas nicht kartiert | D-6-77-137-9 Wikidata           |                |

### Eisenhammer
| Lage                     | Objekt                        | Beschreibung | Akten-Nr.              | Bild           |
| ------------------------ | ----------------------------- | --- | ---------------------- | -------------- |
| Eisenhammer 1 (Standort) | Herrenhaus der Hammerschmiede | freistehender zweigeschossiger Walmdachbau mit übergiebeltem Mittelrisalit, Putzmauerwerk mit Sandsteingliederungen, klassizistisch, um 1800   | D-6-77-137-10 Wikidata | weitere Bilder |
| Eisenhammer 2 (Standort) | Hammerschmiede                | zusammenhängende Gebäudegruppe von ein- bis zweigeschossigen Satteldachbauten teilweise in Fachwerkbauweise, 1779; mit technischer Ausstattung | D-6-77-137-10 Wikidata | weitere Bilder |

### Hasselberg
| Lage                    | Objekt       | Beschreibung | Akten-Nr.              | Bild |
| ----------------------- | ------------ | --- | ---------------------- | ---- |
| Am Brunnen 1 (Standort) | Brunnenstube | tonnenüberwölbte Quellfassung mit Rundbogenöffnung, Sandstein, 18./19. Jh. nicht nachqualifiziert, im Bayerischen Denkmal-Atlas nicht kartiert | D-6-77-137-11 Wikidata | BW   |